# Three Dog Night
I Three Dog Night sono un gruppo musicale statunitense. Musicisti di grande successo, hanno reinterpretato molti brani di artisti già famosi, accrescendo così la visibilità di Randy Newman, Elton John, Bernie Taupin, Harry Nilsson, Laura Nyro, Hoyt Axton, Leo Sayer fra i tanti. Il nome deriva da un'espressione australiana riferita alle rigide temperature notturne.

## Storia
Cory Wells e Danny Hutton decisero di formare un loro gruppo durante una tournée con Sonny and Cher. Entrambi avevano alle spalle esperienze nell'industria musicale: l'irlandese Hutton lavorava come produttore discografico da quando aveva diciotto anni ed era stato incaricato dall'MGM di seguire gli Enemys (formazione in cui suonava Wells), e nel 1965 aveva scritto e prodotto per la Hanna-Barbera Records Roses and Rainbows, singolo di buon successo. Intenzionati a formare un trio vocale, dopo avere pensato al reclutamento di Billy Joel Royal e di Danny Whitten, chiamarono a farne parte Chuck Negron, anche lui addentro al mondo della musica.

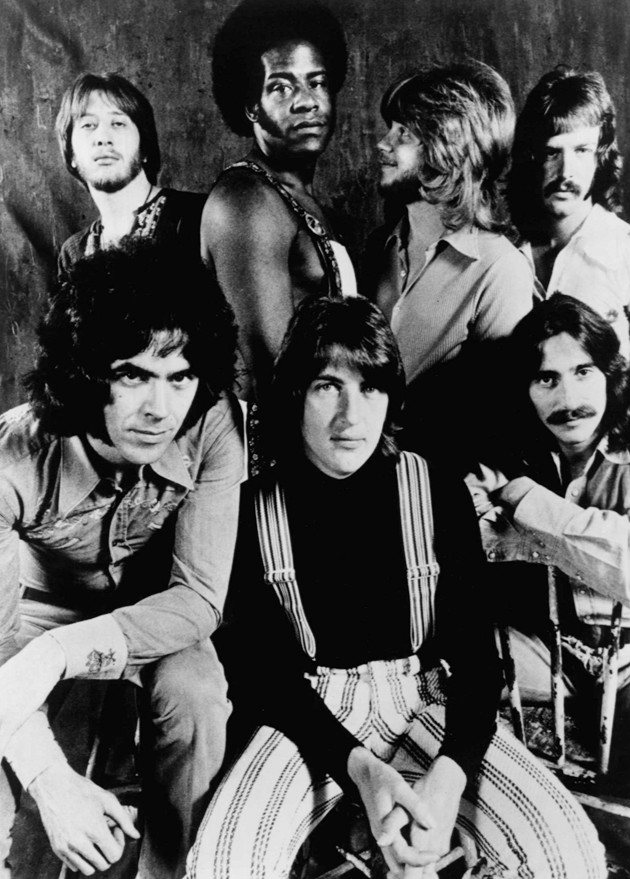
Il gruppo al completo, 1972

Inizialmente i Three Dog Night registrarono due pezzi, Darlin' e Time to Get Alone, prodotti da Brian Wilson, ma non vennero pubblicati, per cui lasciarono Wilson e cominciarono a collaborare con Van Dyke Parks. Nel 1968 decisere di far accompagnare le loro voci da quattro strumentisti stabili, il chitarrista Mike Allsup, il tastierista Jimmy Greenspoon, un collaudato sessionman, il bassista Joe Schermie, che aveva lavorato con il gruppo blues di Wells, e il batterista Floyd Sneed, che aveva suonato con José Feliciano. A partire dal disco di esordio, Three Dog Night, la formazione cominciò a proporre cover di brani più o meno famosi: It's for You (cantata da Cilla Black e scritta da Lennon-McCartney), Try a Little Tenderness (di Otis Redding), Eli's Coming (di Laura Nyro), Easy to Be Hard (tratta dal musical Hair), Lady Samantha (di Elton John e Bernie Taupin), e tre brani che arrivarono in vetta alle classifiche di vendita negli Stati Uniti: nel 1970 Mama Told Me (Not to Come) di Randy Newman, Joy to the World (1971) di Hoyt Axton e Black and White (1972) di Russ Ballard.
In seguito emersero nel trio dissidi artistici e personali, e dopo il quattordicesimo album, American Pastime (1976), Hutton fu estromesso e sostituito con Jay Gruska, ma la nuova formazione ebbe vita breve e l'anno successivo i Three Dog Night si sciolsero. Quattro anni dopo ci fu una reunion dei tre membri originali, che nel 1983 pubblicarono il loro ultimo lavoro, It's a Jungle. Dopo l'abbandono di Hutton, i due musicisti superstiti hanno continuato ad andare in tournée con il nome Three Dog Night. Nel 2004 è stato pubblicato The 35th Anniversary Hits Collection, per festeggiare il trentacinquesimo anniversario di carriera. Il gruppo ha continuato a tenere concerti fino a quando Wells si è ritirato a causa delle gravi condizioni di salute (aveva scoperto di avere un mieloma) che lo hanno portato alla morte in breve tempo.

## Formazione
Attuale
- Danny Hutton – voce (1967–1976, 1981–presente)
- Michael Allsup – chitarra (1967–1974, 1981–1984, 1991-presente)
- Paul Kingery – basso, chitarra, cori (1985–1988, 1996–presente)
- Pat Bautz – batteria, cori (1993–presente)
- David Morgan – cori (2015–presente)
- Howard Laravea – tastiere (2017-presente)

Ex componenti
- Cory Wells – cori, chitarra ritmica (1967–1976, 1981–2015 deceduto)
- Chuck Negron – voce (1967–1976, 1981–1985)
- Jimmy Greenspoon – tastiere (1968–1976, 1981–2015)
- Floyd Sneed – batteria (1968–1974, 1981–1984)
- Joe Schermie – basso (1968–1973)
- Jack Ryland – basso (1973–1975)
- Skip Konte – tastiere (1973–1976)
- Mickey McMeel – batteria (1974–1976)
- James "Smitty" Smith – chitarra (1974–1975)
- Dennis Belfield – basso (1975–1976)
- Al Ciner – chitarra (1975–1976)
- Jay Gruska – cori (1976)
- Ron Stockert – tastiere (1976)
- Mike Seifrit – basso (1981–1982)
- Richard Grossman – basso (1982–1984)
- Mike Keeley – batteria (1985–1993)
- Scott Manzo – basso (1985–1988, 2004)
- Steve Ezzo – chitarra (1983-1984, 1985)
- Gary Moon – basso, cori (1988–1989)
- T.J. Parker – chitarra (1988–1989)
- Richard Campbell – basso, cori (1989–1996)
- Eddie Reasoner – tastiere (2015–2017)
- Mike Cuneo – chitarra (1989–1991)

## Discografia

### Album in studio
- 1968 – One
- 1969 – Suitable for Framing
- 1970 – It Ain't Easy
- 1970 – Naturally
- 1971 – Harmony
- 1972 – Seven Separate Fools
- 1973 – Cyan
- 1974 – Hard Labor
- 1975 – Coming Down Your Way
- 1976 – American Pastime
- 1983 – It's a Jungle

### Album dal vivo
- 1969 – Captured Live at the Forum
- 1973 – Around the World With Three Dog Night
- 1988 – Three Dog Night: Live
- 2006 – Super Hits Live